# VFC Plauen
Der Vogtländische Fußball-Club Plauen, allgemein bekannt als VFC Plauen, ist ein Fußballverein aus dem vogtländischen Plauen. Die Vereinsfarben sind Gelb-Schwarz. Der Verein hat ca. 500 Mitglieder (Stand: September 2023).

## Geschichte des Vereins

### Gründung und Spielbetrieb bis 1917

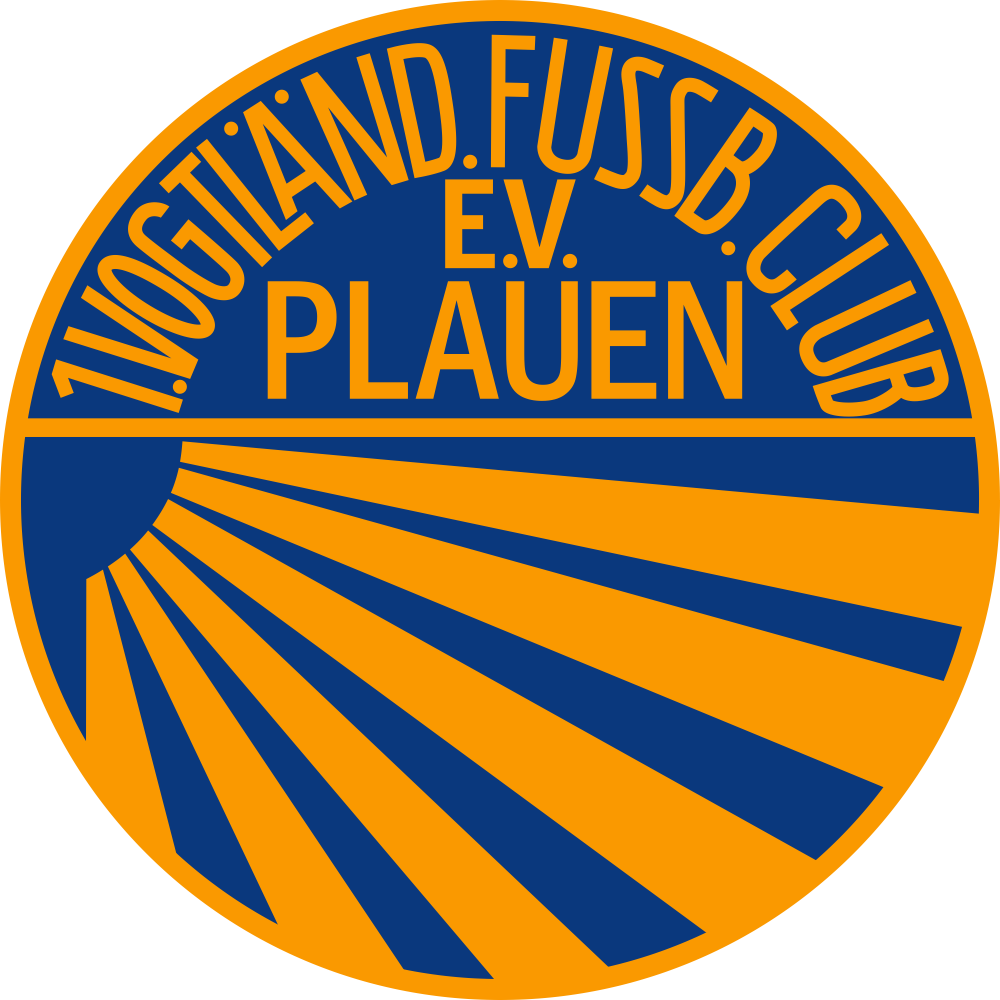
Logo des 1. VFC Plauen

Schon vor dem offiziellen Gründungsdatum, vermutlich seit Oktober 1901, trug laut regionaler Presse ein „Vogtländischer Fußballklub“ ab und an Freundschaftsspiele gegen regionale Gegner aus. Einige Hinweise sprechen dafür, dass es sich um den direkten Vorläufer des VFC 03 Plauen gehandelt hat. Offiziell wurde der VFC Plauen am 27. Mai 1903 im Plauener Restaurant „Deutsche Flotte“ gegründet. Der VFC ist damit heute der älteste noch bestehende Fußballclub des gesamten Vogtlandes. Die Vereinsfarben des Clubs waren bis 1945 Blau und Gelb. Am 2. August 1903 kam es zum ersten Spiel unter der Bezeichnung 1. V.F.C. 03 Plauen gegen SpVgg ATV Hof (0:2). Ab Oktober 1904 nahm der VFC an den Meisterschaftsspielen im Verband Mitteldeutscher Ballspiel-Vereine (VMBV) teil. Er spielte in der 2. Klasse des VMBV Gaues I, Gegner waren u. a. Wacker Leipzig II, VfB Leipzig II und Hohenzollern Halle. Damit war der VFC bereits seit 1904 offizielles Mitglied des Deutschen-Fußball-Bundes (DFB). Ab 1905 spielte der VFC in der neu geschaffenen 1. Gauklasse Südwestsachsen, die damals höchste regionale Spielklasse. Die Meister der Gauklassen ermittelten in K.-o.-Spielen den Mitteldeutschen Meister, der wiederum um die deutsche Meisterschaft spielte. Von 1907 bis 1914 wurde der VFC in die neu geschaffene 1. Gauklasse des Kreises Vogtland eingegliedert. Dort musste er sich stets mit 2. und 3. Plätzen zufriedengeben. Die Saison 1914/15 schien endlich die Wende zu bringen – ungeschlagen lag der VFC an der Tabellenspitze, dann wurde wegen des Ersten Weltkrieges die Meisterschaft abgebrochen. Während des Krieges war der VFC einer der wenigen Clubs im Vogtland, die in der Lage waren, den Spielbetrieb aufrechtzuerhalten. Bei den beiden Kriegsmeisterschaften im Vogtland 1916 und 1917 siegte jedoch jeweils der Lokalrivale Konkordia Plauen. 35 VFC-Spieler aller Männermannschaften starben auf den Schlachtfeldern des Ersten Weltkrieges.

### Aufstieg und Abstieg zwischen den Weltkriegen
Nach dem Krieg teilte der VMBV seine Ligen zum wiederholten Mal neu auf. Der VFC spielte nun im neu gebildeten Fußballkreis Westsachsen. Platzierungen im vorderen Mittelfeld wurden erreicht. Nach vier Spielzeiten kehrte der Verband wieder zu der alten Ordnung zurück, der VFC spielte wieder in der 1. Gauklasse Vogtland. Im Sommer 1921 traf der Club auf den amtierenden deutschen Meister 1. FC Nürnberg und verlor vor über 6000 Zuschauern mit 0:6 gegen die halbe deutsche Nationalmannschaft dieser Zeit. Trotzdem wurde der VFC zu einer festen Größe im Gau Vogtland, wenn man sich zunächst auch immer wieder den Stadtrivalen Concordia und Plauener SpuBC geschlagen geben musste. Legendär ist der Streit mit Concordia Plauen um den Vogtlandgau-Meistertitel 1926, den der VFC am grünen Tisch verlor. Eine goldene Zukunft versprach man sich durch die Jugendteams des VFC, die Abonnement-Meister im Gau wurden. Die Männer errangen 1930 und 1932 endlich den Gaumeistertitel des Vogtlandes und qualifizierten sich für die Endrunde zur mitteldeutsche Meisterschaft. 1931 wurde der VFC zusätzlich vor Beendigung der Relegationsspiele gegen Grünbach als Teilnehmer der VMBV-Endrunde bestimmt. Die Erfolge in der Endrunde: 1930 Achtelfinale (Aus gegen SV 08 Steinach), 1931 Achtelfinale (Aus gegen den Dresdner SC), 1932 Viertelfinale (Aus gegen den PSV Chemnitz). 1931 und 1932 scheiterten die Plauener jeweils gegen den späteren Mitteldeutschen Meister. 1932/33 wurde Plauen Vizemeister. Zum 30-jährigen Bestehen im Mai 1933 war der FC Bayern München als noch amtierender deutscher Meister zu Gast. Das Spiel endete vor etwa 6000 Zuschauern 0:4. Mit der Machtergreifung der Nationalsozialisten im Frühjahr 1933 änderte sich mit der Saison 1933/34 auch die Fußball-Landkarte Deutschlands. Das alte Kreis-System wurde abgeschafft, 16 Fußballgaue eingerichtet, deren jeweils höchste Klasse die Gauliga war. Die 16 Gaumeister ermittelten in K.o.-Runden direkt den deutschen Meister. Der VFC wurde der Gauliga Sachsen zugeordnet. Hoffnungslos überfordert, stieg die Mannschaft als Vorletzter sofort wieder ab. Es war vorläufig das letzte Jahr in der Geschichte des VFC, in der er in der höchsten Liga seiner Zeit mitspielte. Ab 1934 konnte die Mannschaft in der Fußball-Bezirksklasse Plauen-Zwickau nicht mehr an ihre große Zeit anknüpfen und erreichte nur Plätze zwischen 3 und 10. Im neu geschaffenen Tschammer-Pokal, dem Vorläufer des DFB-Pokals kam der VFC nie über die erste Hauptrunde hinaus. Bedingt durch den Zweiten Weltkrieg wurden die Grenzen der Ligen enger gesetzt. Der VFC spielt wieder gegen seine alten Gegner in der neu geschaffenen 1. Klasse Plauen-Zwickau, Staffel Plauen. Wieder wurde man zwei Mal 3. der Meisterschaft. Erst im Dezember 1944 gelang wieder der Gewinn der Meisterschaft. Plauen gewann beide Finalspiele mit 6:0 und 3:0 gegen den Meister der Staffel Göltzschtal SpVgg Falkenstein.

### Auflösung und Spielbetrieb in der DDR

Vereinswappen der BSG Motor WEMA

Alle bürgerlichen Vereine der sowjetisch besetzten Zone wurden am 31. Oktober 1945 aufgelöst und enteignet. Die endgültige Liquidierung des VFC wurde allerdings erst 1948 durchgeführt. Die Spieler und Verantwortlichen des ehemaligen Clubs, die den Krieg überlebt hatten, fanden sich bald wieder zusammen und konnten auf Kreisebene Fußball spielen. 1945/46 wurde der Spielbetrieb unter dem Namen Sportgruppe Plauen-West in der 1. Klasse Vogtland, später Bezirksklasse Vogtland, wieder aufgenommen. Mit der Einrichtung von Betriebssportgemeinschaften (BSG) wurde die SG am 31. August 1949 in die BSG Sachsenverlag Plauen umgewandelt. 1950 schlossen sich Teile der ZSG Zellwolle Plauen der BSG Sachsenverlag an, darunter acht Spieler der 1. Mannschaft (u. a. Horst Scherbaum). In einem willkürlichen Akt von Fußballverband und SED-Funktionären bekam die BSG Sachsenverlag daraufhin den Startplatz der ZSG Zellwolle in der Landesklasse Sachsen übertragen. Die BSG Sachsenverlag wurde 1950/51 auf Anhieb Sächsischer Meister. Damit qualifizierten sich die Vogtländer für die zweitklassige DDR-Liga, wo sie künftig als Rotation Plauen antraten. Bereits in ihrer ersten Ligasaison wurde die BSG überraschend Dritter. 1954 fertigte man vor 14.000 Zuschauern den amtierenden DDR-Fußballmeister Turbine Erfurt in dessen Stadion mit 4:1 ab. 1955 wurde die SDAG Wismut neuer Trägerbetrieb der BSG, die sich daraufhin Wismut Plauen nannte. Der neue Name brachte jedoch keinen Erfolg, als Tabellen-Vorletzter musste Plauen im April 1955 in die viertklassige Bezirksliga Karl-Marx-Stadt absteigen. 1956/57 qualifizierte sich Wismut Plauen für die neue II. DDR-Liga. Diese wurde dann 1963 aufgelöst, weshalb Wismut trotz eines 2. Platzes wieder in der Bezirksliga spielen musste. Während dieser Saison, am 1. Januar 1963, gab es mit der Werkzeugmaschinen-Fabrik VEB WEMA Plauen erneut einen Trägerbetrieb-Wechsel und mit BSG Motor WEMA Plauen wieder einen neuen Namen. Nach zwei Endspielen gegen die BSG Motor Brand-Langenau (2:1, 1:1) gelang mit der Bezirksmeisterschaft 1964 und einem 2. Platz in der Qualifikationsrunde der Aufstieg in die zweitklassige DDR-Liga.

#### Saison 1965/66
Nachdem WEMA Plauen als Neuling mit Platz 11 den Klassenerhalt in der Ligastaffel Süd relativ sicher geschafft hatte, wurde für die neue Spielzeit der Kader kräftig verstärkt. Vom Oberligisten Wismut Aue kamen der bereits in der Oberliga eingesetzte Wolfgang Uhlig (25 Jahre) sowie die Nachwuchsspieler Heinz Krieger (22) und Peter Marquardt (23). Vom Oberligisten Motor Zwickau wurden der ebenfalls oberligaerfahrene und neunfache Junioren- und Nachwuchsnationalspieler Klaus Enold (24) und das Nachwuchstalent Ulrich Maul geholt. Vom SC Karl-Marx-Stadt schloss sich Jürgen Thomaschewski (24), der ebenfalls schon auf Oberligaeinsätze verweisen konnte, an. Bis auf den jungen Maul wurden alle Zugänge umgehend zu Stammspielern, konnten jedoch nicht verhindern, dass Plauen nach Abschluss der Hinserie nur auf einem Mittelfeldplatz landete. Schuld daran war vor allem die Auswärtsschwäche, von 16 möglichen Punkten wurden lediglich fünf erkämpft. Im November 1965 stieß der 31-jährige Hans Speth zur Mannschaft, der Erfahrung aus 232 Oberligaspielen (u. a. in Rostock und Zwickau) und zwei A-Länderspielen mitbrachte. Mit ihm als Regisseur stabilisierte sich das Spiel der Plauener vor allem im letzten Drittel der Saison. Vom 24. bis zum 30., dem letzten, Spieltag blieb WEMA Plauen ungeschlagen und holte zehn der 14 möglichen Punkte und landete schließlich auf dem 3. Tabellenplatz, nach 1952 erneut die beste Platzierung in der 13-jährigen Zugehörigkeit in der DDR-Liga. Dieser Erfolg wurde durch die Heimstärke der Mannschaft erkämpft, die zehn der 15 Spiele im Vogtlandstadion gewann. Dabei genossen die Spieler ein für DDR-Liga-Verhältnisse überragenden Zuschauerzuspruch. Im Durchschnitt kamen 7500 Zuschauer zu den Heimspielen. Am Ende lag Plauen mit sieben Punkten Differenz deutlich hinter dem Aufsteiger Wismut Gera, doch war die Bilanz der beiden Spiele gegeneinander mit 1:2 und 1:0 Punkten ausgeglichen. Gegen die noch vor Plauen platzierte BSG Motor Steinach blieb man mit 2:2 und 2:1 sogar ungeschlagen. Der 53-jährige Trainer Herbert Melzer konnte auf ein ausgeglichenes Team bauen, sechs Spieler des 19-köpfigen Kaders waren in 90 und mehr Prozent der Spiele dabei. Mit Werner Bamberger hatte er einen zuverlässigen Torschützen, 20 der 56 Plauener Treffer gingen auf sein Konto, mit denen er auch Torschützenkönig der DDR-Liga wurde. Die Stammelf der Saison 1965/66 hatte folgendes Aussehen:
| Scharnagel (23 Jahre, 24 Spiele) Enold (24/30), Marquardt (23/30), H. Bamberger (26/20) Krieger (22/30), Speth (31/16) Schmidt (23/26), Thomaschewski (24/28), W. Bamberger (25/30), Uhlig (25/22), Schneider (21/16) |

### Ab 1974 nur noch dritt- und viertklassig
In den folgenden Jahren pendelte Motor WEMA in der DDR-Liga zwischen Mittelfeld und der unteren Tabellenhälfte. Nach der Saison 1972/73 stieg die Mannschaft mit dem drittletzten Tabellenplatz wieder in die Bezirksliga ab. Am 1. Juni 1976 erfolgte die vorerst letzte Umbenennung im DDR-Spielbetrieb. Die BSG nannte sich nun Motor WEMA/Aufbau Plauen. Am Ende der Saison 1977/78 mussten die Vogtländer sogar den Gang in die Bezirksklasse antreten. Der Wiederaufstieg wurde jedoch nach zwei Jahren geschafft. In der Saison 1982/83 verpasste WEMA/Aufbau nach zwei klaren Niederlagen (0:4 und 0:5) gegen Aufbau dkk Krumhermersdorf die Bezirksmeisterschaft und damit den möglichen Wiederaufstieg in die DDR-Liga. In der letzten Bezirksligasaison unter DFV-Regie 1989/90 erreichten die Plauener Platz 2 und qualifizierten sich damit für die neu geschaffene Landesliga Sachsen, jetzt wieder unter ihrem ursprünglichen Namen VFC Plauen.

### Spielbetrieb nach der Wende

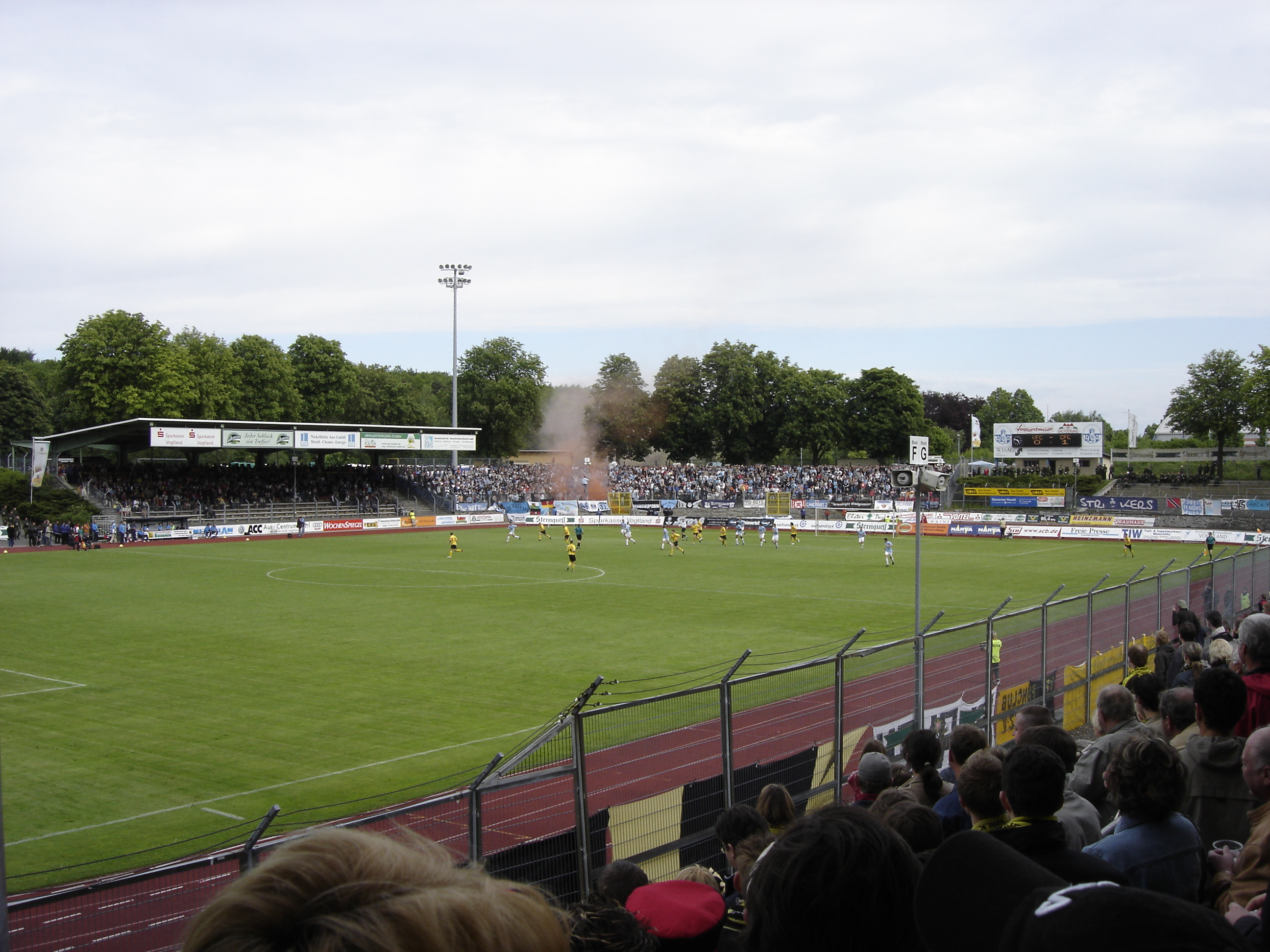
Sachsenpokalfinale gegen den Chemnitzer FC 2006

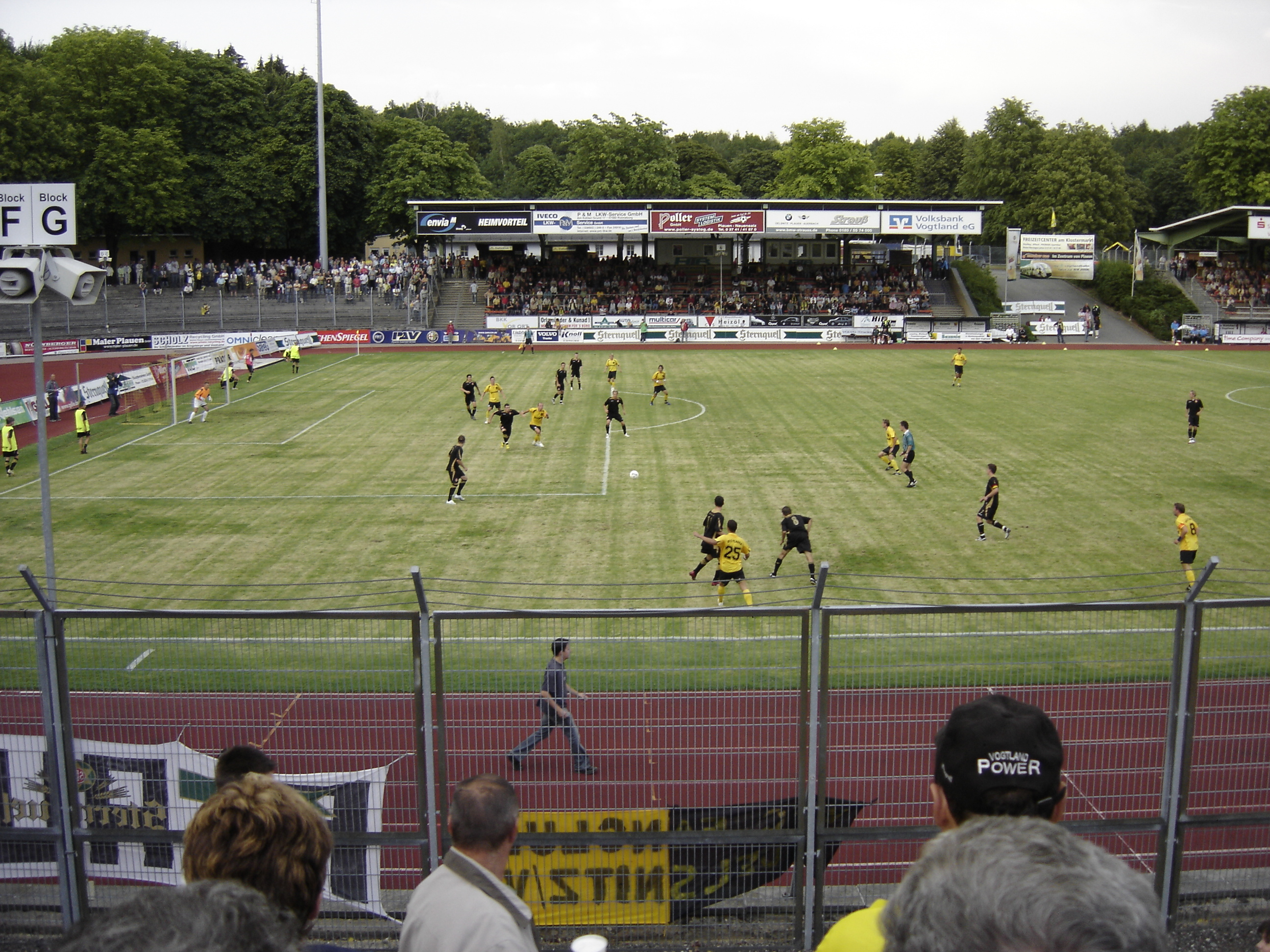
Oberligaspiel des VFC

Nach Abschaffung des Systems der Betriebssportgemeinschaften bedingt durch die wirtschaftlichen Veränderungen infolge der deutschen Wiedervereinigung wurde am 22. Juni 1990 der VFC Plauen neu gegründet. In der Landesliga schaffte der Verein den direkten Durchmarsch in die NOFV-Oberliga, stieg jedoch nach einem Jahr wieder in die Landesliga ab. 1993/94 kam Erfolgstrainer Frank Papritz aus Hoyerswerda. Auf Anhieb gelang dem VFC der Landesmeistertitel und wiederum der Aufstieg in die Amateuroberliga. Als Neuling erreichte Plauen prompt den zweiten Platz. Nach der heutigen Dreipunkteregel hätte man sogar vor Wacker Nordhausen Platz eins belegt. Nach einer abermals beeindruckenden Saison 1995/96 gelang dem VFC der Aufstieg in die Regionalliga Nordost. Nach anfänglichen Problemen steigerte sich der VFC und belegte am Ende einen guten 10. Platz. Auch im zweiten Regionalligajahr stand nach einer durchwachsene Saison am Ende der 10. Platz zu Buche. Beeindruckend auch die Freundschaftsspiele gegen Mannschaften der 1. Bundesliga. So wurden Arminia Bielefeld und die TSV 1860 München mit 3:0 regelrecht vom Platz gefegt. Nach einer glänzenden Saison erreichte der VFC 1999 einen sensationellen 5. Platz. Der Höhepunkt der Saison war aber der Erfolg im Sachsenpokal. Im Endspiel siegte der VFC vor 8.000 Zuschauern im Vogtlandstadion mit 4:3 nach Elfmeterschießen gegen den FC Erzgebirge Aue und sicherte sich somit die Teilnahme am DFB-Pokal. Dort gewann man in der 1. Runde mit 1:0 gegen Alemannia Aachen und verlor in der 2. Runde 1:2 gegen die Stuttgarter Kickers. 2000 wurde die Qualifikation für die neu geschaffene Regionalliga deutlich verpasst. Am Ende stand der VFC auf Rang 13 und stieg in die Oberliga ab. Danach wurde Ex-Nationaltorhüter René Müller als Trainer geholt, der mit einer neu aufgebauten Mannschaft auf Anhieb Platz 3 erreichte. Ein Jahr später dann Platz 2 mit einem Punkt Rückstand auf den Meister Dynamo Dresden. 2003 wurde Plauen Dritter, aber René Müller verließ den Verein nach Erfurt. Das Sachsenpokalfinale ging daheim vor 10.400 Zuschauern mit 2:3 gegen Dynamo Dresden verloren. 2003/04 war das erfolgreichste Jahr des VFC nach der Wende. Mit Neu-Trainer Tino Vogel gelang der Staffelsieg in der Südstaffel der Oberliga Nordost und die Revanche im Sachsenpokal. Mit einem 1:0 gegen den Regionalligisten Dynamo Dresden holte man den Titel und qualifizierte sich erneut für den DFB-Pokal. In den Relegationsspielen um den Aufstieg in die Regionalliga scheiterte man knapp an der Reserve von Hertha BSC (2:4, 3:2). 2004/05 unterlag die Mannschaft in der DFB-Pokal 2004/051. Runde des DFB-Pokals knapp dem Bundesligisten Arminia Bielefeld mit 1:2. In der Oberliga war sie zum wiederholten Mal eine der stärksten. Der VFC Plauen musste sich am Ende nur dem FC Carl Zeiss Jena geschlagen geben und landete auf einem hervorragenden 2. Platz in der Abschlusstabelle. Der Sachsenpokal konnte nicht verteidigt werden. Man schied gleich in der 1. Runde gegen den späteren Finalisten Chemnitzer FC aus. In der folgenden Saison machte der Verein bundesweit Schlagzeilen, weil ihm die Verpflichtung des ehemaligen Top-Spielers Krassimir Balakow als sportlicher Berater gelang. Für den VFC Plauen bestritt Balakow des Weiteren das letzte Punktspiel seiner Karriere als Spieler. In der Oberliga wurde der Verein hinter dem 1. FC Magdeburg erneut Tabellenzweiter und verlor im Sachsenpokal das Endspiel zu Hause 0:1 gegen den Chemnitzer FC. 2006/07 wurde nach dem ersten Saisonspiel und der darin erlittenen Heimniederlage gegen Energie Cottbus II der Trainer Tino Vogel entlassen. Die Nachfolge trat der in der Sommerpause verpflichtete Stefan Persigehl an. Am 14. März 2007 nahm dieser aber bereits wieder seinen Hut, da er seine Ziele nicht erreichen konnte. In der Saison 2006/07 stand letztlich ein enttäuschender 6. Platz zu Buche. Als Trainer für die Spielzeit 2007/08 wurde Hermann Andreev, der auch schon den SV Babelsberg 03 in die 2. Bundesliga geführt hatte, verpflichtet. Das Spieljahr wurde hinter dem Halleschen FC und dem Chemnitzer FC auf dem dritten Platz abgeschlossen und der Aufstieg in die nun viertklassige Regionalliga für die Saison 2008/09 erreicht. In der Regionalligasaison 2008/09 sicherte man sich am letzten Spieltag durch ein 1:0 beim Halleschen FC den Klassenerhalt und wurde 14. Im Sachsenpokalfinale scheiterte man an der zweiten Mannschaft der SG Dynamo Dresden mit 1:2 nach Verlängerung. Die Saison 2009/10 wurde in der Regionalliga mit einem hervorragenden 7. Platz abgeschlossen. Nachdem sich der Verein noch vor der Winterpause von Hermann Andreev trennte, konnte die Mannschaft dank einer überzeugenden Rückrunde unter Interimstrainer Ronald Färber den Klassenerhalt frühzeitig perfekt machen. Im Sachsenpokal scheiterte der VFC im Viertelfinale gegen Dynamo Dresden unglücklich im Elfmeterschießen. In einer durchwachsenen Saison 2010/11 kämpfte das Team des VFC Plauen ständig um den Klassenerhalt. Am Ende gelang dieser denkbar knapp. Im Landespokal scheiterte man in der zweiten Hauptrunde abermals an SG Dynamo Dresden.
Der Verein stellte am 1. Dezember 2014 Antrag auf Insolvenzverwaltung beim Amtsgericht Chemnitz. Plauen musste zwangsabsteigen, alle Ergebnisse gingen in dieser Saison ohne Wertung ein. Die Saison 2015/16 startete der Verein in der Oberliga Nordost. Das Insolvenzverfahren wurde am 30. Juni 2015 abgeschlossen.
Im Sommer 2019 kam es erneut zu einem Umbruch, als innerhalb einer Woche der Vorstandsvorsitzende, der zweiter Vorstand sowie ein weiteres Vorstandsmitglied zurückgetreten waren.
In der Saison 2023/24 war Plauen lange Tabellenführer, verlor den ersten Platz am letzten Spieltag aber an den Bischofswerdaer FV 08, der sein letztes Spiel auswärts mit 6:0 gewann. Plauen gewann sein Auswärtsspiel bei der Zweitvertretung des 1. FC Magdeburg parallel nur mit 1:2 und wies somit am Ende die um ein Tor schlechtere Tordifferenz auf. Bischofswerda verzichtete aber aus infrastrukturellen Gründen letztlich auf den Aufstieg, sodass Plauen letztlich dennoch den Regionalligaaufstieg feiern konnte.

## Statistik

### Saisonübersichten seit 1974
| Saison  | Liga | Platz | Tore  | Punkte |
| ------- | ---- | ----- | ----- | ------ |
| 1974/75 | BL   | 12.   | 50:50 | 26:34  |
| 1975/76 | BL   | 08.   | 51:53 | 29:31  |
| 1976/77 | BL   | 04.   | 53:29 | 44:24  |
| 1977/78 | BL   | 13.   | 42:49 | 29:31  |
| 1978/79 | BK   | 02.   | …     | …      |
| 1979/80 | BK   | 01.   | …     | …      |
| 1980/81 | BL   | 08.   | 39:39 | 19:25  |
| 1981/82 | BL   | 02.   | 45:16 | 32:08  |
| 1982/83 | BL   | 01.   | 58:15 | 40:04  |
| 1983/84 | BL   | 03.   | 59:31 | 29:15  |
| 1984/85 | BL   | 06.   | 63:53 | 34:26  |
| 1985/86 | BL   | 05.   | 50:33 | 41:19  |
| 1986/87 | BL   | 08.   | 66:51 | 37:31  |
| 1987/88 | BL   | 06.   | 61:45 | 34:26  |
| 1988/89 | BL   | 06.   | 60:43 | 33:23  |
| 1989/90 | BL   | 02.   | 68:30 | 40:12  |

| Saison  | Liga | Platz | Tore   | Punkte |
| ------- | ---- | ----- | ------ | ------ |
| 1990/91 | LL   | 01.   | 45:20  | 35:9   |
| 1991/92 | OL   | 18.   | 12:108 | 4:64   |
| 1992/93 | LL   | 09.   | 38:46  | 24:28  |
| 1993/94 | LL   | 01.   | 66:20  | 41:11  |
| 1994/95 | OL   | 02.   | 54:23  | 43:17  |
| 1995/96 | OL   | 01.   | 50:17  | 66     |
| 1996/97 | RL   | 10.   | 44:50  | 44     |
| 1997/98 | RL   | 10.   | 55:51  | 48     |
| 1998/99 | RL   | 05.   | 56:42  | 59     |
| 1999/00 | RL   | 13.   | 39:51  | 35     |
| 2000/01 | OL   | 03.   | 52:33  | 63     |
| 2001/02 | OL   | 02.   | 69:18  | 75     |
| 2002/03 | OL   | 03.   | 76:23  | 73     |
| 2003/04 | OL   | 01.   | 66:24  | 69     |
| 2004/05 | OL   | 02.   | 76:30  | 75     |
| 2005/06 | OL   | 02.   | 58:38  | 62     |
| 2006/07 | OL   | 06.   | 41:34  | 43     |
| 2007/08 | OL   | 03.   | 47:33  | 53     |

| Saison    | Liga | Platz | Tore  | Punkte |
| --------- | ---- | ----- | ----- | ------ |
| 2008/09   | RL   | 14.   | 52:54 | 42     |
| 2009/10   | RL   | 07.   | 49:39 | 50     |
| 2010/11   | RL   | 14.   | 43:48 | 39     |
| 2011/12   | RL   | 10.   | 46:50 | 43     |
| 2012/13   | RL   | 13.   | 42:52 | 29     |
| 2013/14   | RL   | 09.   | 48:49 | 39     |
| 2014/15   | RL   | 16.   | --:-- | -- 1   |
| 2015/16   | OL   | 12.   | 47:66 | 37     |
| 2016/17   | OL   | 09.   | 48:41 | 41     |
| 2017/18   | OL   | 04.   | 55:53 | 55     |
| 2018/19   | OL   | 11.   | 44:46 | 34     |
| 2019/20 2 | OL   | 06.   | 32:31 | 27     |
| 2020/21 3 | OL   | 08.   | 18:16 | 16     |
| 2021/22   | OL   | 03.   | 61:25 | 58     |
| 2022/23   | OL   | 04.   | 82:47 | 54     |
| 2023/24   | OL   | 02.   | 63:19 | 70     |
| 2024/25   | RL   | 18.   | 27:62 | 20     |

Grün unterlegt: Aufstiege; Rot unterlegt: Abstiege

### Ligazugehörigkeit
- 1950/51: Landesklasse Sachsen (3. Liga)
- 1951–1955: DDR-Liga (2. Liga)
- 1955–1957: Bezirksliga Karl-Marx-Stadt (4. Liga)
- 1958–1963: II. DDR-Liga (3. Liga)
- 1963/64: Bezirksliga Karl-Marx-Stadt (3. Liga)
- 1964–1973: DDR-Liga (2. Liga)
- 1973–1978: Bezirksliga Karl-Marx-Stadt (3. Liga)
- 1978–1980: Bezirksklasse Karl-Marx-Stadt (4. Liga)
- 1980–1990: Bezirksliga Karl-Marx-Stadt (3. Liga)
- 1990–1991: Landesliga Sachsen (3. Liga)
- 1991–1992: Oberliga Nordost Staffel Süd (3. Liga)
- 1992–1994: Landesliga Sachsen (4. Liga)
- 1994–1996: Oberliga Nordost Staffel Süd (4. Liga)
- 1996–2000: Regionalliga Nordost (3. Liga)
- 2000–2008: Oberliga Nordost Staffel Süd (4. Liga)
- 2008–2012: Regionalliga (Staffel Nord) (4. Liga)
- 2012–2015: Regionalliga (Staffel Nordost) (4. Liga)
- 2015–2024: Oberliga Nordost Staffel Süd (5. Liga)
- 2024/25: Regionalliga (Staffel Nordost) (4. Liga)
- ab 2025: Oberliga Nordost Staffel Süd (5. Liga)

## Kader der Saison 2024/25
Stand: 31. Januar 2025
| Nr.        | Nat.                    | Spieler                  | Geboren    | im Verein seit | vorheriger Verein     |     |     |
| Tor        | Tor                     | Tor                      | Tor        | Tor            | Tor                   | Tor | Tor |
| ---------- | ----------------------- | ------------------------ | ---------- | -------------- | --------------------- | --- | --- |
| 01         | Deutschland             | Fritz Böttcher           | 17.07.2003 | 2023           | eigene Jugend         |     |     |
| 12         | Deutschland             | Jakob Pieles             | 17.09.1994 | 2023           | VfB Pausa-Mühltroff   |     |     |
| 20         | Deutschland             | Simon Schulze            | 11.10.2005 | 2024           | eigene Jugend         |     |     |
| Abwehr     |                         |                          |            |                |                       |     |     |
| 03         | Bosnien und Herzegowina | Jasin Jusic              | 17.01.2003 | 2024           | Chemnitzer FC         |     |     |
| 05         | Deutschland             | Can-Deniz Tanriver       | 02.09.2004 | 2024           | Bischofswerdaer FV 08 |     |     |
| 06         | Deutschland             | Eric Träger              | 26.04.1998 | 2021           | VfB Auerbach          |     |     |
| 23         | Deutschland             | Louis Glaser             | 15.09.2003 | 2022           | FC Erzgebirge Aue U19 |     |     |
| 25         | Deutschland             | Tom Fischer              | 13.04.2001 | 2020           | Chemnitzer FC U19     |     |     |
| 28         | Deutschland             | Yanick Abayomi           | 28.07.2004 | 2024           | Chemnitzer FC         |     |     |
| Mittelfeld |                         |                          |            |                |                       |     |     |
| 04         | Deutschland             | Daniel Heinrich          | 23.04.1998 | 2021           | SV Germania Mittweida |     |     |
| 08         | Deutschland             | Tim Limmer               | 27.02.2001 | 2019           | eigene Jugend         |     |     |
| 10         | Deutschland             | Max Winter               | 16.02.2001 | 2023           | SV Lichtenberg 47     |     |     |
| 11         | Deutschland             | Philipp Heller           | 30.04.2004 | 2025           | FSV Zwickau           |     |     |
| 15         | Griechenland            | Kyriakos Andreopoulos    | 18.01.1994 | 2019           | ZFC Meuselwitz        |     |     |
| 17         | Russland                | Aleksandr Morozov        | 19.07.1992 | 2021           | VfB Auerbach          |     |     |
| 21         | Deutschland             | Fabio Riedl              | 04.03.2003 | 2024           | vereinslos            |     |     |
| Angriff    |                         |                          |            |                |                       |     |     |
| 07         | Deutschland             | Kevin Werner             | 12.03.1997 | 2024           | Motor Marienberg      |     |     |
| 09         | Deutschland             | Johann Martynets         | 15.12.1997 | 2023           | ZFC Meuselwitz        |     |     |
| 13         | Deutschland             | Melvin Berkemer          | 04.02.2005 | 2024           | vereinslos            |     |     |
| 14         | Deutschland             | Finn Hetzsch             | 02.07.2004 | 2025           | FC Erzgebirge Aue     |     |     |
| 18         | Deutschland             | Lucas Will               | 16.06.1999 | 2024           | FSV Zwickau           |     |     |
| 19         | Deutschland             | Kingsley Alison Akindele | 02.08.2004 | 2024           | Chemnitzer FC         |     |     |
| 27         | Deutschland             | Paul Kämpfer             | 30.08.2003 | 2024           | FC Rot-Weiß Erfurt    |     |     |
| 39         | Deutschland             | Daniel Gerstmayer        | 26.06.2003 | 2025           | Türkgücü München      |     |     |

## Sportliche Erfolge
- Oberliga Nordost (Staffel Süd)
  - Meister: 1996, 2004
  - Vizemeister: 1995, 2002, 2005, 2006, 2024
  - Dritter: 2001, 2003, 2008, 2022
- Sächsische Fußballmeisterschaft
  - Meister: 1951, 1991, 1994
- Sächsischer Fußballpokal
  - Sieger: 1999, 2004
  - Finalist: 1994, 2003, 2006, 2009
- Mitteldeutsche Fußballmeisterschaft
  - Viertelfinale: 1932
- Gauliga Vogtland
  - Meister: 1930, 1932
  - Vizemeister: 1909, 1910, 1913, 1926, 1927, 1929, 1931, 1932
  - Dritter: 1908, 1911, 1912, 1914, 1916, 1925, 1928
- Bezirksliga Karl-Marx-Stadt
  - Meister: 1957, 1964
- FDGB-Bezirkspokal Karl-Marx-Stadt
  - Sieger: 1982
  - Finalist: 1985

## Stadion

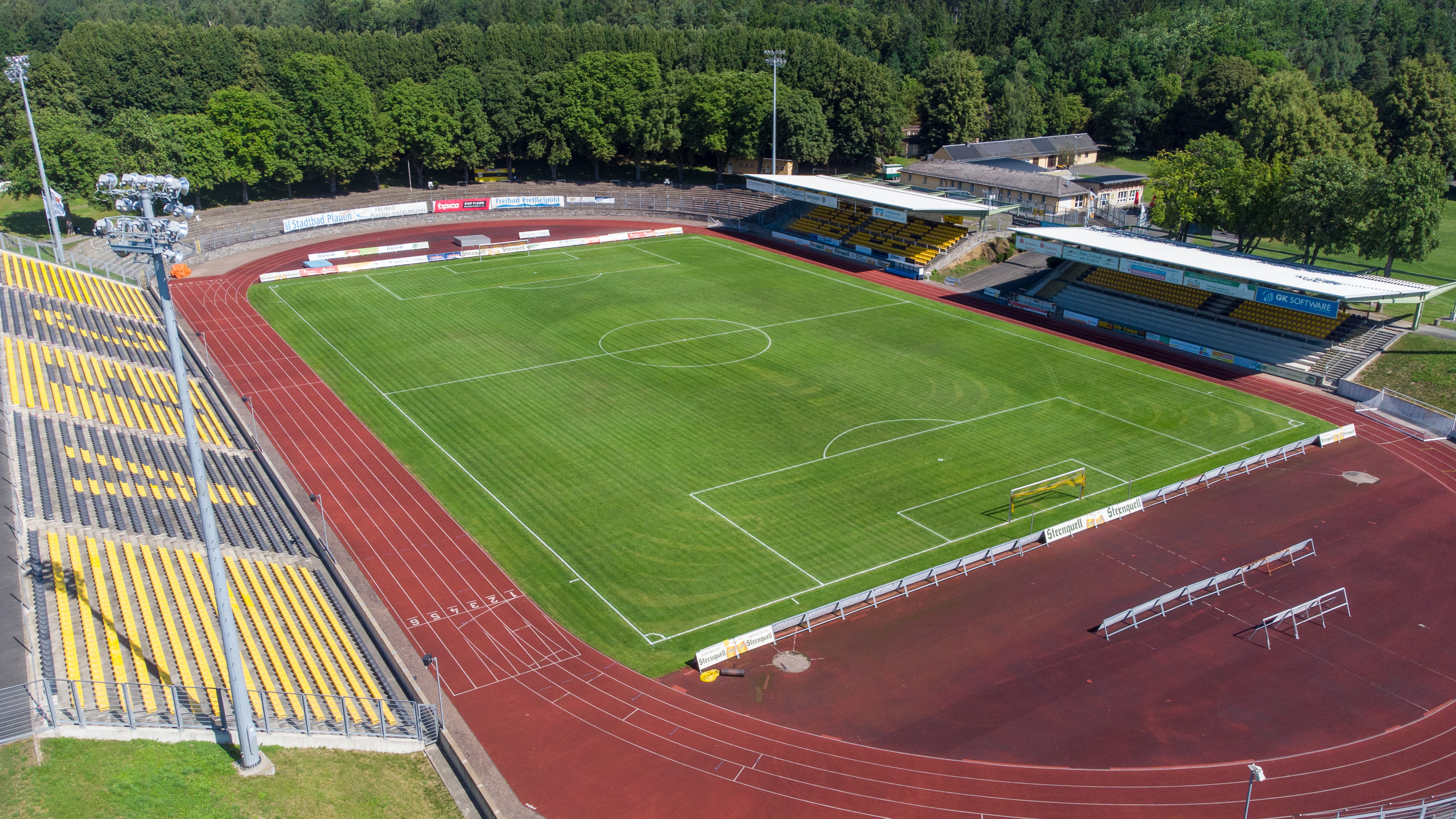
Vogtlandstadion in Plauen

Der VFC Plauen trägt seine Heimspiele im Vogtlandstadion in Plauen aus. Der innere Teil des Stadions, in dem die Regionalligaspiele stattfinden, wurde am 3. März 2011 in Sternquell-Arena umbenannt.
Das Stadion liegt im Norden Plauens im Stadtteil Haselbrunn am Rand des Stadtwaldes. Es ist die größte Freiluftsportfläche der Stadt. Es besitzt eine Kapazität von 10.500 Plätzen und ist mit einer Flutlichtanlage und einer elektronischen Anzeigetafel ausgestattet. Für Leichtathletikveranstaltungen wird die rote Tartanbahn genutzt, die das Spielfeld umgibt.
Im Stadiongelände befinden sich neben dem Hauptplatz noch eine weitere Rasenspielfläche sowie ein Hart- und ein moderner Kunstrasenplatz. Diese werden zu Trainingszwecken und für Spiele der 2./3. Mannschaft, der Frauenmannschaft, der Alten Herren und der Nachwuchsteams genutzt.
Von 2009 bis 2011 wurde das Stadion umfangreich umgebaut und hat seit Abschluss der Bauarbeiten ein Fassungsvermögen von 16.400 Plätzen, davon 5000 Sitzplätze.
Das Vogtlandstadion ist derzeit für eine Zuschauerkapazität von 5.000 Zuschauern zugelassen. Die zwei Tribünen A und B weisen eine Kapazität von 1.400 Sitzplätzen auf, die neue Gegentribüne 3.618 Sitzplätze. Im Gästeblock stehen insgesamt 1.500 Stehplätze zur Verfügung.

## Personen

### Spieler und Trainer von besonderer Bedeutung
- Krassimir Balakow,
absolvierte am 7. August 2005 sein letztes Pflichtspiel vor Karriereende für den VFC Plauen gegen den 1. FC Magdeburg
- Werner Bamberger,
1962 bis 1973 bei Wema, vorher 13 Oberligaspiele Aue
- Kemo Ceesay,
spielte 2004 für den VFC, war zu der Zeit Nationalspieler von Gambia
- Skerdilaid Curri,
1999 bis 2003 in Plauen, danach 85 Zweitligaspiele in Aue
- Klaus Enold,
1965 bis 1972 bei Wema, vorher 47 Oberligaspiele in Aue und Zwickau, 9 Nachwuchsländerspiele
- Pardis Fardjad-Azad,
2009 bis 2010 in Plauen, danach Nationalspieler von Aserbaidschan
- Faruk Hujdurović,
2006 bis 2008 in Plauen, davor 10 Bundesligaspiele für Energie Cottbus
- Wolfgang Ihle,
1987 bis 1990 bei Wema, 178 Oberligaspiele in Karl-Marx-Stadt und Dresden, 22 Nachwuchsländerspiele
- Horst Jura,
bis 1957 in Plauen, danach 252 Oberligaspiele in Zwickau, 1 B-Länderspiel, 3 Nachwuchsländerspiele
- Heinz Krieger,
1965 bis 1967 bei Wema, danach 137 Oberligaspiele in Zwickau
- René Müller,
2000 bis 2003 Trainer beim VFC, vorher 290 Oberligaspiele für Lok und Chemie Leipzig, 46 × Torwart der DDR-Nationalmannschaft
- Joachim Posselt,
bis 1965 bei Wema, danach 47 Oberligaspiele in Karl-Marx-Stadt, 1 Nachwuchsländerspiel
- Andreas Richter,
2001 bis 2003 beim VFC, danach 43 × 2. Bundesliga in Erfurt und Koblenz
- Horst Scherbaum,
bis 1950 in Plauen, danach 253 Oberligaspiele bei Chemie Leipzig (DDR-Meister 1950/51), ASK Vorwärts (FDGB-Pokalsieger 1954), Rotation Leipzig, 5 A-Länderspiele, 2 B-Länderspiele, als Trainer DDR-Meister 1966/67 mit dem FC Karl-Marx-Stadt und Pokalsieger 1976 mit dem 1. FC Lok Leipzig.
- Ronald Schmidt,
bis 2000 in Plauen, danach 66 Zweitligaspiele für Wacker Burghausen
- Wolfgang Schneider,
1967 bis 1970 bei Wema, vorher 37 Oberligaspiele in Zwickau
- Hans Speth,
1966 bis 1967 bei Wema, vorher 232 Oberligaspiele in Halle, Thale, Rostock und Zwickau, 2 A-Länderspiele
- Arnd Spranger,
bis 1983 bei Wema, danach 23 Oberligaspiele in Karl-Marx-Stadt, 44 × 2. Bundesliga für Chemnitz und Zwickau
- Hans-Ulrich Thomale,
1999 bis 2000 Trainer beim VFC, vorher Oberligatrainer in Jena, Aue, Leipzig (1. FC Lok)
- Ingo Walther,
bis 1999 in Plauen, danach 45 Zweitligaspiele für die SpVgg. Greuther Fürth, Rückkehr als Trainer nach der Insolvenz 2015